# Anna Cyzon
 (février 2012).
Si vous disposez d'ouvrages ou d'articles de référence ou si vous connaissez des sites web de qualité traitant du thème abordé ici, merci de compléter l'article en donnant les références utiles à sa vérifiabilité et en les liant à la section « Notes et références ».
Anna Cyzon, de son nom de naissance Anna Czyszczoń, née le 23 septembre 1983 à Cracovie, est une auteure-compositrice-interprète et actrice canado-polonaise.

## Biographie
Elle est née à Cracovie, puis déménage pour le Canada en 1990, elle obtiendra les deux nationalités.
Anna est diplômée des arts crimonologique et de philosophie et sociologie à l'Université de Toronto.
Elle participe à Canadian Idol 2004, une émission de télé-crochet canadien, âgée de 20 ans.
En juillet 2009, Anna Cyzon sort son premier single « Young Boy » au Canada, qui est écrit par elle-même et produit par son collaborateur de King Luck, et le clip de la chanson est réalisé par Davin Black.
En février 2010, Cyzon participe aux présélections polonaise pour le concours Eurovision de la chanson 2010 avec « Love Me » une chanson  coécrite avec le producteur NYC de Jason Gleed.
Elle est également apparue dans le téléfilm canadien basé sur la populaire série Degrassi, Degrassi prend Manhattan en 2010. Elle joue « Erin » dans le film canadien textualité, mettant en vedette Jason Lewis, Carly Pope et Eric McCormack, réalisé par Warren P. Sonoda.

## Discographie

### Singles
| Année | Single     |
| ----- | ---------- |
| 2009  | Young Boy  |
| 2009  | Reputation |
| 2010  | Love Me    |